# Prüll (Landkreis Bayreuth)

Lage des gemeindefreien Gebiets Prüll im Landkreis Bayreuth

Prüll  ist ein gemeindefreies Gebiet und eine Gemarkung im oberfränkischen Landkreis Bayreuth. Der 2,22 km² große Staatsforst ist eine Enklave im Gemeindegebiet von Pottenstein. Das Gebiet ist fast vollständig bewaldet.

## Gemarkung
Die Gemarkung Prüll hat eine Fläche von 2,220 km². Sie ist in fünf Flurstücke aufgeteilt, die eine durchschnittliche Flurstücksfläche von 443.936,41 m² haben. Benachbarte Gemarkungen sind Pottenstein im Süden und Haßlach im Norden.